# 河北町民体育館
河北町民体育館（かほくちょうみんたいいくかん）は、山形県西村山郡河北町にある屋内スポーツ施設である。
国道347号沿いに位置。建物の外観には町のハナである紅花がデザインされている。

## 施設概要
- 床面積
  - 1F：3,617m2
  - 2F：1,107m2
- 観客収容人数
  - 576人

- 1F
  - ステージ
  - アリーナ、
  - ミーティングコーナー、
  - 高齢者体育館
  - 幼児室
  - 事務室
  - 健康体力相談室、
  - 男子・女子シャワー室、
  - 更衣室
- 2F
  - 研修室
  - トレーニング室
  - 観客席
  - 医務室
  - 調光室
  - 放送室

## 開館時間・休館日
- 開館時間：9：00〜21：30[1]
- 休館日：木曜日[2]

## アクセス
- 車
  - JR左沢線・寒河江駅より20分[3]
  - JR奥羽本線・さくらんぼ東根駅より15分[3]

## 周辺
- サハトべに花
- 河北町立谷地中部小学校